# Comocladia ekmaniana
Comocladia ekmaniana är en sumakväxtart som beskrevs av Helwig. Comocladia ekmaniana ingår i släktet Comocladia och familjen sumakväxter. Inga underarter finns listade i Catalogue of Life.